# Намла
Намла — недавно обнаруженный и плохо задокументированный папуасский язык Индонезии. Он может быть связан с соседним языком тофанма, который, как и намла, отстаётся неклассифицированным.